# Melezzole
Melezzole is een plaats (frazione) in de Italiaanse gemeente Montecchio.